# Бувен
Бувен (фр. Bouvines) насеље је и општина у североисточној Француској у региону Север-Па д Кале, у департману Север која припада префектури Лил.
По подацима из 2011. године у општини је живело 704 становника, а густина насељености је износила 259,78 становника/km². Општина се простире на површини од 2,71 km². Налази се на средњој надморској висини од 33 метара (максималној 49 m, а минималној 25 m).

## Демографија
| 1962. | 1968. | 1975. | 1982. | 1990. | 1999. | 2011. |
| ----- | ----- | ----- | ----- | ----- | ----- | ----- |
| 556   | 560   | 611   | 577   | 683   | 772   | 704   |

График промене броја становника у току последњих година